# النجدة (فلم)

ملصق الفيلم

النجدة فيلم روائي لبناني إنتاج 2008، من إخراج مارك أبي راشد ومن بطولة جوانا اندراوس.
تدور قصة الفيلم حول فتى مراهق يلتقي مصادفة ببائعة هوى تدور بعدها مجموعة من الأحداث. ويحتوي الفيلم على مشاهد جنسية بينها مشهد تمارس فيه بائعة الهوى الجنس مع رجلين مثليين. ومشاهد لتعاطي المخدرات.
رغم أن ملصق الفيلم كتب عليه أن لمن هم أكثر من 18 عاما، إلا أنه تم منع الفيلم من العرض في بيروت ولبنان عموما من قبل الأمن العام في لبنان قبل يومين فقط من موعد عرضه في صالات السينما اللبنانية، وذلك بعد الموافقة على تصويره قبل أقل من عام. وأتى المنع المتأخر دون إبداء أية أسباب من قبل الرقابة في لبنان. وقد أثار قرار المنع جدلا في لبنان ما بين مؤيد ومعارض فالمؤيدون قادوا حملة صحافية تؤيد عرض الفيلم وتطالب بمنع حظره كون المجتمع اللبناني يتغير وأن السينما تعكس أحوال المجتمعات، وأن ما جاء في الفيلم من تعر وتعرض لقضايا المومسات ومشاهد إباحية ليس سوى «مرآة لما يحدث في المجتمع»، في حين قاد المعارضون هم كذلك حملة مماثلة رأت أن الفيلم «ساقط فنيا» وأنه يلجأ إلى «إباحية ووقاحة لا مبرر لهما».